# 쓰릴 미
《쓰릴 미》(Thrill Me: Leopold & Loeb Story)는 스티븐 돌기노프가 극본을 쓰고 작곡, 작사한 뮤지컬로, "완벽한 범죄"를 저지르기 위해 1924년 소년을 살해한 소위 "스릴 킬러"로 불리는 네이선 레오폴드와 리처드 로엡의 실화를 바탕으로 한다. 두 남자 배우와 피아노 하나로 이루어진 심리극으로, 1958년 가석방 심의위원회에서 과거를 회상하는 방식으로 이야기가 전달된다.
《쓰릴 미》는 2003년 뉴욕의 미드타운 국제 연극제에서 소규모 프로덕션으로 초연되었다. 이후 요크 시어터 컴패니가 짐 키어스테드와 함께 2005년에 대규모 오프브로드웨이 프로덕션으로 공연하였다. 드라마티스트 플레이 서비스에서 출판, 오리지널 캐스트 레코드에서 CD로 녹음하였으며, 미국을 비롯한 전세계 도시 곳곳에서 상연되었다.

## 프로덕션
마틴 샤닌이 감독한 최초 프로덕션이 뉴욕 시의 2003년 미드타운 국제 연극제에서 초연되었다. 이후 요크 시어터 컴패니(프로듀싱 아티스틱 디렉터 제임스 모건)와 짐 키어스테드가 브로드웨이 밖에서 2005년 5월 16일부터 비영리로 제한 상연을 시작하였고, 8월 21일까지 공연을 연장하였다. 마이클 루퍼트가 감독한 이 프로덕션은 스티븐 돌기노프가 레오폴드 역, 더그 크리거가 로엡 역을 맡았다. 스티븐 보가더스와 존 맥마틴, 루퍼트 또한 보이스오버로 참여하였다. 상연 후반기에는 숀 와일리가 크리거의 역할을 대신 맡았으며, 초연에는 매트 바우어가 레오폴드를 연기하였다.

## 줄거리

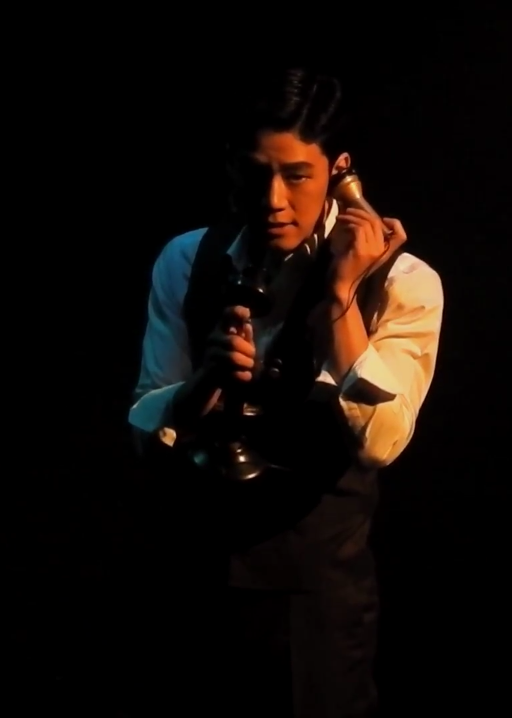
"My Glasses/Just Lay Low" 장면을 연기하는 로엡 역의 김무열.

1958년 일리노이 주의 졸리엣 교도소, 네이선 레오폴드가 일곱 번째 가석방 심의위원회에 직면한다. 그는 위원들에게 34년 전 그를 감옥에 갇히게 한 "세기의 범죄"의 전말을 진술하는데, 이번에는 자신이 풀려날 것을 바라며 그 어느 때보다 더 많은 것을 밝힌다("Why"). 과거의 회상 속에서 그는 1924년 시카고의 19세 소년으로 돌아가 우정과 성적인 관계를 나누고 함께 경범죄를 벌이던 동급생 리차드 로엡과 애타는 만남을 가진다. 대학을 졸업하고 니체의 사상에 심취하게 된 리차드는 1년만에 만난 네이선을 차갑게 대한다. 네이선은 여름 이후 다른 로스쿨에 들어가기 전에 둘의 관계를 다시 이어가기를 간청한다("Everybody Wants Richard"). 마음이 바뀐 리차드는 네이선에게 버려진 창고에 불을 지르는 짓을 함께 하자고 제안한다. 방화 현장, 리차드를 자극시키는 불꽃 앞에서 네이선은 원하던 것을 얻는다("Nothing Like a Fire").
다음날, 네이선은 니체를 탐독하는 리처드에게 범죄 행위를 그만두라고 애원한다. 초인론에 경도된 리차드는 네이선이 자신에게 무슨 일이든지 도움을 주고 함께 해주면 그를 만족시켜주고 원하는 것을 다 해주겠다는 계약서를 제안하며 유혹한다. 네이선은 마지못해 동의하며 함께 피로 서명을 하고, 범죄 행위 동참해준 대가로 리차드에 대한 자신의 욕구를 만족시켜줄 것을 요구하며 계약을 이행한다("Thrill Me"). 경범죄에 지루함을 느끼게 된 리차드는 "위대한" 범죄를 저지르기 위해 살인을 결심하고, 동생을 죽이려다 네이선의 만류로 대신 어린 아이를 죽인 뒤 거짓으로 몸값을 요구하는 계획을 세운다("The Plan"). 리차드는 자신들의 천재적이고 치밀한 계획이면 잡히지 않을 것이라 우기며 네이선에게 계약을 지키라 협박한다. 선택의 여지가 없는 네이선은 위험을 감수하고 그를 돕게 된다.
1958년의 네이선은 리차드가 살인을 하기 위한 도구들을 챙기는 과정을 회상하며 멈추기엔 너무 늦어버린 상황에 대한 자신의 감정을 밝힌다("Way Too Far"). 리차드는 희생자에게 자신의 스포츠카를 태워준다고 유인한다("Roadster"). 살인 현장을 정리하면서 리차드는 떨고 있는 네이선에게 자신들이 뛰어난 인간("Superior")임을 격찬한다. 그들은 리차드의 집으로 돌아가 가짜 협박 편지("Ransom Note")를 작성하며 계획을 이어나간다. 다음날, 조심스러운 계획에도 불구하고 신문에서 시체가 발견되었다는 소식이 공개된다. 며칠이 더 지난 뒤, 네이선이 잃어버린 안경이 범죄 현장 근처에서 발견된다. 공황 상태에 빠진 네이선은 리차드에게 전화하고, 리차드는 조금 더 기다려보자며 그를 진정시킨다("My Glasses/Just Lay Low"). 결국 안경의 주인이 네이선임이 수사를 통해 드러나자, 리차드는 급히 알리바이를 날조하고 경찰에게 어떻게 거짓으로 대답해야 하는지 조언하며 그를 돕는다("I'm Trying to Think"). 네이선은 시킨대로 한 뒤 경찰서에서 돌아오지만, 불안해진 리차드는 안경을 떨어뜨리는 실수를 한 네이선을 비난하고 변호사로서의 자신의 미래를 지키고자 절교를 선언한다. 배신감을 느낀 네이선은 경찰과 협상을 하고, 가벼운 형을 받고자 리차드에 대해 밝힌다.
체포된 리차드는 더 많은 정보를 밝힐 수 있다는 네이선의 말에 빠져나갈 구멍이 없다는 것을 깨닫고, 네이선에게 계약은 계속 유효하며 협상을 포기한 뒤 서로 똑같은 형벌을 받자고 설득하며 매달린다("Keep Your Deal With Me"). 둘은 교도소로 이송되고, 리차드는 아무렇지 않은듯 행동하지만, 네이선은 판결 전날 밤 진심으로 두려워("Afraid")하는 그의 목소리를 엿듣는다. 배심원도 없는 재판에서 변호사 클라렌스 대로우의 교활한 최후 변론 덕분에 그들은 사형을 피하고 종신형을 선고받는다. 법정을 떠나는 차 안에서 네이선은 마침내 자신의 충격적인 계획을 드러낸다. 리차드를 잃는 것이 두려워 함께 살인을 저질렀지만, 네이선은 매순간 그보다 한 발 앞서 가있었는데, 안경을 떨어뜨린 것조차 의도적이었으며, 리차드의 배신을 비롯한 모든 것이 그와 영원토록, 또는 적어도 99년 동안, 살아있는 동안("Life Plus 99 Years") 함께 하고자하는 욕망을 실현시키기 위한 계획이었다.
졸리엣 교도소에서 배심원들은 모든 진실을 밝힌 네이선에게 가석방을 허가하고, 네이선은 씁쓸하고도 달콤한 승리를 얻게 된다. 리차드는 몇 년 전 다른 수감자에게 살해되었다. 네이선은 리차드와의 추억이 담긴 물건들을 돌려받은 뒤 홀로 바깥 세상에 나가게 된다("Finale").

## 뮤지컬 넘버
- 서곡 Prelude
- 그를 뒤따른 것 뿐 Why - 네이슨
- 모두 너만을 원해 Everybody Wants Richard - 네이슨
- 정말, 죽이지? Nothing Like a Fire - 리처드와 네이슨
- 계약서 A Written Contract - 리차드와 네이슨
- 쓰릴 미 Thrill Me - 네이슨과 리차드
- 계획 The Plan - 리차드와 네이슨
- 너무 멀리 왔어 Way Too Far - 네이슨
- 내 차는 안전해 Roadster - 리차드
- 뛰어난 인간 Superior - 리차드와 네이슨
- 협박편지 Ransom Note - 리처드와 네이선
- 내 안경 / 진정해 My Glasses / Just Lay Low - 네이슨과 리차드
- 생각 중이죠 I'm Trying To Think - 리차드와 네이슨
- 너무 멀리 왔어 Way Too Far (reprise) - 네이슨
- 계약은 끝나지 않았어 Keep Your Deal With Me - 리처드와 네이슨
- 두려워 Afraid - 리차드
- 살아있는 동안 Life Plus 99 Years - 리차드와 네이슨
- 피날레 Finale - 네이슨

## 개요

### 원작이 되는 사건
1924년 시카고에서 숲 속에 버려진 14살 어린이 Bobby Franks 의 시체가 발견되었다. 손발이 뒤로 묶여 잘려있고 얼굴은 형체를 알아볼 수 없을 정도로 뭉그러져 있다. 현장에 떨어져 있는 안경이 단서가 되어 살인범이 잡히게 된다. 용의자로 지목된 사람은 법대 졸업생 19살의 니체의 초인론에 심취해 있었던 '나'(Nathan Leopold)와 '그'(Richard Loeb)였다. 이 전대미문의 범죄는 미국 전역을 뒤흔들어 놓았다. 그리고 당시 최고 명성의 변호사 Clarence Darrow의 변호로 이들은 사형 대신에 무기징역을 선고 받는다. 재판정에서 Clarence Darrow의 최종 변론이었던 '죄는 미워하되 사람은 미워하지 말라'는 지금도 명문으로 전해진다.

### 등장인물

#### 나(네이슨)
부유한 가정에서 잘 자란 '나'는 19세에 시카고 법대를 졸업하고 하버드 로스쿨 입학 예정인 천재이다. 머리가 비상하지만 섬세하고 부드러운 면을 가지고 있다.

#### 그(리차드)
아버지의 사랑에 목말라하지만 타고난 외모와 언변으로 많은 이들의 관심을 받는 19세 청년이다. 미시건대 역사학 전공을 최연소로 졸업하고 시카고대 로스쿨 입학 예정이다. 니체의 초인론에 빠져 스스로를 초인 즉, 남들과는 다른 뛰어난 인간으로 여기고 있다.

## 출연진

##### 2007년 초연
충무 아트홀 블랙(2007년3월17일~5월13일)
- 나: 최재웅, 류정한
- 그: 김무열, 이율

##### 2007년 초연 2차
예술마당 1관(2007년5월22일~7월22일)
- 나: 최재웅, 류정한
- 그: 김무열, 이율

##### 2008년 재연
충무 아트홀 블랙(2008년6월28일~10월12일)
- 나: 이창용, 김우형, 류정한
- 그: 김무열, 강동호

##### 2009년 3연
더 스테이지(2009년3월7일~5월24일)
- 나: 정상윤, 강필석
- 그: 김우형, 김산호, 김하늘

##### 2010년 4연
더 스테이지(2010년5월12일~11월14일)
- 나: 김재범, 강하늘, 최재웅, 오종혁, 최수형
- 그: 김무열, 지창욱, 조강현, 최지호, 이지훈

##### 2011년 5연
충무 아트홀 블랙(2011년11월29일~2012년2월26일)
- 나: 김재범, 정상윤, 손승원, 전성우
- 그: 장현덕, 김성일, 이정훈

##### 2013년 6연
더 스테이지(2013년5월17일~7월21일)
- 나: 전성우, 정상윤
- 그: 송원근, 이재균

##### 2013년 6연 2차
더 스테이지(2013년7월23일~10월26일)
- 나: 박영수, 신성민, 오종혁
- 그: 정상윤, 이동하, 임병근

##### 2014년 7연
대학로 유니플렉스 2관(2014년8월8일~10월26일)
- 나: 전성우, 정상윤, 신성민, 정욱진, 정동화
- 그: 송원근, 임병근, 이재균, 에녹,문성일

##### 2014년 7연 2차
대명문화공장 2관(2014년12월10일~2015년3월1일)
- 나: 정동화, 강필석, 백형훈
- 그: 에녹, 김재범, 문성일, 김도빈

##### 2016년 8연
대명문화공장 2관(2016년2월19일~2016년6월12일)
- 나: 정욱진, 강영석, 이상이
- 그: 정동화, 임병근, 강동호

##### 2017년 9연(10주년)
백암아트홀(2017년2월14일~2017년5월28일)
- 나: 최재웅, 정상윤, 이창용, 강필석, 정욱진, 김재범
- 그: 김무열, 에녹, 송원근, 이율, 정동화, 정상윤

## 수상

#### 외국
- Oustanding Off Broadway Musical 작품상 수상
- ASCAP Award 최고 오프 브로드웨이 작품상 수상
- Drama Desk Award 최고 뮤지컬, 최고 음악상 노미네이션
- Chicago News Star '2006년, 기억할 만한 공연'에 선정

#### 한국
- 제 13회 한국뮤지컬대상 4개부분(베스트 외국 뮤지컬, 남우주연, 남우조연, 조명디자인) 노미네이션 - 남우주연상 수상(류정한)
- 제 1회 더 뮤지컬 어워즈 6개부분(최우수 외국 뮤지컬, 연출, 남우주연, 남우조연, 남우신인, 조명디자인)노미네이션
- 제 14회 한국뮤지컬대상 2개부분(남우신인, 음악)노미네이션